# Arcticomisophria hispida
Arcticomisophria hispida is een eenoogkreeftjessoort uit de familie van de Misophriidae. De wetenschappelijke naam van de soort is voor het eerst geldig gepubliceerd in 1997 door Jaume & Boxshall.